# Wandersandzirpe
Die Wandersandzirpe (Psammotettix alienus) ist eine Zwergzikade aus der Unterfamilie der Zirpen (Deltocephalinae).

## Merkmale
Die Wandersandzirpe hat eine Länge von 3,9–4,4 mm. Die Typlokalität ist die Insel Gotland. Die mittelgroßen Zikaden sind überwiegend hellbraun gefärbt. Über die Oberseite des Kopfes sowie über das Mesonotum verlaufen drei helle Längsstriche. Das Schildchen hat eine charakteristische Musterung. Die Vorderflügel weisen deutliche weiße, teils gelbliche, Flügeladern auf. Die Zellen sind zum Teil dunkel umrandet. 

## Ähnliche Arten
- Wiesensandzirpe (Psammotettix confinis) – sehr ähnliche Art; geringere Größe[1]

## Verbreitung
Psammotettix alienus ist eine holarktische Art. Sie ist in Europa weit verbreitet, fehlt aber offenbar auf den Britischen Inseln. Im Süden erstreckt sich das Vorkommen über den Mittelmeerraum, Nordafrika und die Kanarischen Inseln. Im Osten reicht das Vorkommen bis nach China. In Nordamerika (Kanada, Alaska und die Vereinigten Staaten) ist die Art ebenfalls vertreten.

## Lebensweise
Den Lebensraum der Zikadenart bilden Grünflächen, Ödland und Ruderalflächen sowie Getreidefelder. Zu den Futterpflanzen der Wandersandzirpe gehören verschiedene Süßgräser (Poaceae), zu welchen auch Getreide zählen. Sowohl die Imagines als auch die verschiedenen Larvenstadien saugen an ihren Wirtspflanzen. Die adulten Zikaden beobachtet man von Anfang Mai bis Mitte Oktober. Die Art bildet zwei bis drei Generationen pro Jahr aus und überwintert als Ei.

## Schadwirkung
Die Zikadenart ist die einzige in Deutschland, die als Überträger des Weizenverzwergungsvirus (engl. Wheat Dwarf Virus; WDV) gilt und somit als Vektor der dadurch verursachten Pflanzenkrankheit. Die Zikadenart überträgt offenbar noch weitere Viren, welche das Getreidewachstum beeinträchtigen.

## Taxonomie
In der Literatur finden sich folgende Synonyme:
- Thamnotettix aliena Dahlbom, 1850
- Thamnotettix alienus Dahlbom, 1850
- Jassus breviceps Kirschbaum, 1868
- Deltocephalus breviceps Sahlberg, 1871
- Deltocephalus flavidus Fieber, 1869
- Deltocephalus karafutonis Matsumura, 1914
- Laevicephalus latipex Beirne, 1954
- Deltocephalus striatus var breviceps Ossiannilsson, 1937